# Żywibund
Żywibund, Živinbudas – kunigas litewski żyjący na przełomie XII i XIII wieku.
Był jednym z pięciu naczelnych wodzów plemiennych na Litwie, których wymieniają kroniki ruskie w 1219 roku. W innych źródłach nie wspominany.
Przewodniczył starszyźnie litewskiej na czas wojny. Po śmierci Ryngolda miał prawdopodobnie decydujący głos w polityce wewnętrznej Litwy.